# Olędy (gmina Mordy)
Olędy – wieś w Polsce położona w województwie mazowieckim, w powiecie siedleckim, w gminie Mordy. Ma status sołectwa.
Wierni Kościoła rzymskokatolickiego należą do parafii Apostołów Szymona i Judy Tadeusza w Czołomyjach.
Do 1954 roku istniała gmina Tarków, której siedzibą były Olędy. W latach 1975–1998 miejscowość należała administracyjnie do województwa siedleckiego.
Wierni Kościoła rzymskokatolickiego należą do parafii Najświętszego Serca Jezusowego w Krzymoszach.